# Elecciones estatales de Yucatán de 1993
Las elecciones estatales de Yucatán de 1993 se llevó a cabo en dos jornadas diferentes, la primera el domingo 24 de octubre de 1993 y en ellas se renovaron los siguientes cargos de elección popular en el Estado mexicano de Yucatán:
- 106 Ayuntamientos o Comunales Formadas por un Presidente Municipal y regidores electo para un período inmediato de tres años.
- 75 Dipuatdos al Congreso Electos por una mayoría de cada uno de los Distritos Electorales y 30 de Representación Proporcional.

Y la segunda el domingo 28 de noviembre de 1993 en que se eligió:
- Gobernador de Yucatán Titular del Poder Ejecutivo del Estado, electo por ocasión excepcional de dos años no reelegibles en ningún caso, el candidato electo fue Federico Granja Ricalde.

## Resultados electorales

### Gobernador
- Federico Granja Ricalde  Hecho

### Ayuntamientos

#### Municipio de Mérida
- Luis Correa Mena  Hecho

#### Municipio de Motul
- Juan Antonio Centeno y Sánchez  Hecho